# Фердинанд (Липе-Вайсенфелд)
Фердинанд фон Липе-Вайсенфелд (на немски: Ferdinand Graf zur Lippe-Weissenfeld) от линията Липе-Бистерфелд на фамилията Липе е граф и господар на Липе-Вайсенфелд (1791 – 1846). От 1797 г. той е последният господар на“ господството Барут (Горна Лужица) и създава „линията Барут“.

## Биография
Роден е на 20 ноември 1772 година в дворец Милкел до Радибор. Той е единственият син на граф Фридрих Йохан Лудвиг фон Липе-Вайсенфелд (1737 – 1791) и първата му съпруга графиня Мария Елеонора фон Герсдорф (* 1 септември 1752, Дрезден; † 3 декември 1772, Милкел), дъщеря на граф Николаус Вилхелм фон Герсдорф и Елеонора Хенриета фон Поникау (1733 – 1806). Майка му наследява неженения си брат граф Адолф Николаус фон Герсдорф-Барут († 1787 при дуел).
Майка му умира малко след неговото раждане. Баща му се жени втори път 1775 г. за баронеса/фрайин Вилхелмина фон Хоентал (1748 – 1789). Полубрат е на Кристиан (1777 – 1859) и Лудвиг (1781 – 1860).
На 18 април 1797 г. Фердинанд фон Липе-Вайсенфелд наследява господството Барут.
Фердинанд фон Липе-Вайсенфелд умира на 21 юни 1846 година в Барут при Бауцен, Саксония, на 73-годишна възраст. Графовете фон Липе-Вайсенфелд са издигнати на принцове на 28 февруари 1916 г.

## Фамилия
Фердинанд фон Липе-Вайсенфелд се жени на 23 ноември 1804 г. в Липтен за фрайин Елеонора Густава фон Термо (* 19 октомври 1789, Липтен; † 23 февруари 1868, Барут при Бауцен). Те имат седем деца:
- Густав (* 21 август 1805, Заслебен; † 17 януари 1882, Барут), граф на Липе-Вайсенфелд, женен на 21 август 1843 г. в Нидергуриг за графиня Ида фон Липе-Вайсенфелд (* 16 януари 1819; † 18 март 1878), дъщеря на чичо му Кристиан фон Липе-Вайсенфелд (1777 – 1859)
- Агнес (* 1 октомври 1806, Барут; † 24 януари 1872, Райхенвалде), омъжена на 6 януари 1846 г. в Барут за граф Херман фон Хазлинген (* 1 септември 1802; † 29 септември 1885)
- Франциска (* 1 юни 1808, Заслебен; † 9 март 1886, Маленхен), омъжена на 1 юни 1831 г. в Барут за фрайхер Херман фон Патов (* 27 март 1801; † 3 април 1884)
- Хуго (* 13 декември 1809, Барут; † 8 април 1868, Барут), женен на 27 октомври 1851 г. в дворец Холщайн за фрайин Вилхелмине Шенк фон Гайерн (* 5 юли 1830; † 11 юни 1891)
- дъщеря (*/† 19 октомври 1813, Ниски)
- Берта (* 21 юни 1817, Барут; † 11 ноември 1887, Кобленц)
- Габриеле (* 24 март 1827, Барут; † 24 декември 1864, Берлин), омъжена на 2 юни 1852 г. в Барут за Октавио фон Бьон (* 29 януари 1824; † 30 юли 1889), генерал на пехотата